# Siergiej Korszunow
Siergiej Aleksandrowicz Korszunow, ros. Сергей Александрович Коршунов (ur. 8 października 1928 w Moskwie, Rosyjska FSRR, zm. 12 grudnia 1982 w Moskwie) – rosyjski piłkarz, grający na pozycji napastnika, trener piłkarski.

## Kariera piłkarska

### Kariera klubowa
W 1946 roku rozpoczął karierę piłkarską w klubie Krylja Sowietow Moskwa. Potem występował w moskiewskich klubach WWS, Dinamo, CDSA i Spartak. W 1956 przeszedł do Dynama Kijów. W 1960 zakończył karierę piłkarską w Metałurhu Zaporoże.

## Kariera trenerska
Jeszcze będąc piłkarzem Metałurha Zaporoże pełnił od września 1959 roku funkcje trenerskie. Latem 1961 objął stanowisko głównego trenera Metałurha Zaporoże. Ukończył Wyższą Szkołę Trenerską w Moskwie. Od lata 1963 trenował Lakamatyu Homel. W sezonie 1964 prowadził Karpaty Lwów, a potem do 1966 pracował na stanowisku dyrektorskim klubu. W sezonie 1970 trenował Stroitel Aszchabad, a w pierwszej połowie sezonu 1971 Spartak Ordżonikidze. Potem z sukcesem pracował przez cztery lata w Daugavie Ryga. W latach 1977–1979 trenował juniorską reprezentację ZSRR, a w 1981-1982 drugą reprezentację ZSRR. 12 grudnia 1982 zmarł w Moskwie. Został pochowany na cmentarzu Kuźminskim.

## Sukcesy i odznaczenia

### Sukcesy klubowe
- wicemistrz ZSRR: 1955
- zdobywca Pucharu ZSRR: 1953

### Sukcesy trenerskie
- wicemistrz Drugiej Ligi ZSRR: 1973, 1974
- mistrz Juniorskich Mistrzostw Świata: 1977
- wicemistrz Juniorskich Mistrzostw Świata: 1979
- mistrz Juniorskich Mistrzostw Europy: 1978

### Sukcesy indywidualne
- wybrany do listy 33 najlepszych piłkarzy ZSRR: Nr 3 (1953)

### Odznaczenia
- tytuł Mistrza Sportu ZSRR: 1971
- tytuł Zasłużonego Trenera Łotewskiej FSRR: 1975
- tytuł Zasłużonego Trenera Rosyjskiej FSRR: 1978